# Делгаузі
Делгаузі (англ. Dalhousie) — містечко в Канаді, у провінції Нью-Брансвік, у складі графства Рестіґуш.

## Населення
За даними перепису 2016 року, містечко нараховувало 3126 осіб, показавши скорочення на 11,0%, порівняно з 2011-м роком. Середня густина населення становила 205,3 осіб/км².
З офіційних мов обидвома одночасно володіли 1 800 жителів, тільки англійською — 1 040, тільки французькою — 120. Усього 15 осіб вважали рідною мовою не одну з офіційних.
Працездатне населення становило 43,6% усього населення, рівень безробіття — 15,9% (22,1% серед чоловіків та 10,2% серед жінок). 88,4% осіб були найманими працівниками, а 8,6% — самозайнятими.
Середній дохід на особу становив $33 770 (медіана $26 866), при цьому для чоловіків — $40 237, а для жінок $28 585 (медіани — $34 560 та $21 559 відповідно).
24,4% мешканців мали закінчену шкільну освіту, не мали закінченої шкільної освіти — 26,6%, 49% мали післяшкільну освіту, з яких 19,2% мали диплом бакалавра, або вищий.
| Статево-вікова структура населення | Статево-вікова структура населення | Статево-вікова структура населення | Статево-вікова структура населення | Статево-вікова структура населення |
| ---------------------------------- | ---------------------------------- | ---------------------------------- | ---------------------------------- | ---------------------------------- |
|                                    |                                    |                                    |                                    |                                    |
| Всього                             | Всього                             | 46,6%53,4%                         |                                    |                                    |
| 0 — 14 років                       | 0 — 14 років                       |                                    | 8,6%                               | 8,6%                               |
| 15 — 64 років                      | 15 — 64 років                      |                                    | 54,4%                              | 54,4%                              |
| 65 і більше                        | 65 і більше                        |                                    | 37%                                | 37%                                |
| 85 і більше                        | 85 і більше                        |                                    | 5,4%                               | 5,4%                               |
| Середній вік (років)               | Середній вік (років)               | 52,955,2                           | 54,1                               | 54,1                               |
| Медіана (років)                    | Медіана (років)                    | 57,259,6                           | 58,4                               | 58,4                               |
| — чоловіки — жінки                 |                                    |                                    |                                    |                                    |

| Походження мешканців:     | Походження мешканців:     | Походження мешканців: | Походження мешканців: | Походження мешканців: |
| ------------------------- | ------------------------- | --------------------- | --------------------- | --------------------- |
| Походження                |                           |                       | осіб                  | %                     |
| Корінні американці        | Корінні американці        |                       | 325                   | 11.09%                |
| Інше північноамериканське | Інше північноамериканське |                       | 1 810                 | 61.77%                |
| Європейське               | Європейське               |                       | 1 830                 | 62.46%                |
| британське                | британське                |                       | 1 155                 | 39.42%                |
| французьке                | французьке                |                       | 1 165                 | 39.76%                |
| українське                | українське                |                       | 10                    | 0.34%                 |
| Карибське                 | Карибське                 |                       | 15                    | 0.51%                 |
| Африканське               | Африканське               |                       | 15                    | 0.51%                 |
| Азійське                  | Азійське                  |                       | 25                    | 0.85%                 |

| Зайнятість населення за галузями (за класифікацією NOC): | Зайнятість населення за галузями (за класифікацією NOC): | Зайнятість населення за галузями (за класифікацією NOC): | Зайнятість населення за галузями (за класифікацією NOC): | Зайнятість населення за галузями (за класифікацією NOC): |
| -------------------------------------------------------- | -------------------------------------------------------- | -------------------------------------------------------- | -------------------------------------------------------- | -------------------------------------------------------- |
|                                                          |                                                          |                                                          |                                                          |                                                          |
| Управління                                               | Управління                                               |                                                          | 4,9%                                                     | 4,9%                                                     |
| Бізнес, фінанси та адміністрування                       | Бізнес, фінанси та адміністрування                       |                                                          | 8,9%                                                     | 8,9%                                                     |
| Природничі та прикладні науки                            | Природничі та прикладні науки                            |                                                          | 3,6%                                                     | 3,6%                                                     |
| Охорона здоров'я                                         | Охорона здоров'я                                         |                                                          | 18,2%                                                    | 18,2%                                                    |
| Освіта, правозахист, муніципальні та урядові служби      | Освіта, правозахист, муніципальні та урядові служби      |                                                          | 12,4%                                                    | 12,4%                                                    |
| Мистецтво, культура, відпочинок та спорт                 | Мистецтво, культура, відпочинок та спорт                 |                                                          | 1,8%                                                     | 1,8%                                                     |
| Роздрібна торгівля та послуги                            | Роздрібна торгівля та послуги                            |                                                          | 26,7%                                                    | 26,7%                                                    |
| Гуртова торгівля, транспорт та обладнання                | Гуртова торгівля, транспорт та обладнання                |                                                          | 15,6%                                                    | 15,6%                                                    |
| Природні ресурси, сільське господарство                  | Природні ресурси, сільське господарство                  |                                                          | 2,7%                                                     | 2,7%                                                     |
| Виробництво                                              | Виробництво                                              |                                                          | 5,3%                                                     | 5,3%                                                     |

## Клімат
Середня річна температура становить 3,4°C, середня максимальна – 21,1°C, а середня мінімальна – -17,1°C. Середня річна кількість опадів – 1 017 мм.
| Клімат поселення                              | Клімат поселення | Клімат поселення | Клімат поселення | Клімат поселення | Клімат поселення | Клімат поселення | Клімат поселення | Клімат поселення | Клімат поселення | Клімат поселення | Клімат поселення | Клімат поселення | Клімат поселення |
| Показник                                      | Січ.             | Лют.             | Бер.             | Квіт.            | Трав.            | Черв.            | Лип.             | Серп.            | Вер.             | Жовт.            | Лист.            | Груд.            |                  |
| Середній максимум, °C                         | −6,38            | −5,23            | 0,05             | 6,80             | 13,45            | 18,98            | 21,13            | 20,95            | 15,90            | 10,00            | 3,88             | −3,5             |                  |
| Середня температура, °C                       | −11,73           | −10,55           | −5,3             | 1,45             | 8,10             | 13,63            | 17,30            | 17,10            | 12,03            | 6,18             | −0,03            | −7,33            |                  |
| Середній мінімум, °C                          | −17,1            | −15,93           | −10,65           | −3,88            | 2,78             | 8,28             | 13,45            | 13,25            | 8,18             | 2,30             | −3,88            | −11,2            |                  |
| Норма опадів, мм                              | 76               | 58               | 79               | 78               | 88               | 90               | 101              | 99               | 86               | 88               | 86               | 88               |                  |
| Середньомісячна швидкість вітру, м/с          | 5.00             | 4.90             | 4.80             | 4.50             | 4.20             | 3.90             | 3.58             | 3.60             | 3.98             | 4.40             | 4.70             | 4.93             |                  |
| Середньомісячна сонячна радіація, кДж/м²·день | 4723             | 7973             | 11910            | 15583            | 18570            | 20220            | 19648            | 17203            | 12440            | 7614             | 4480             | 3606             |                  |
| --------------------------------------------- | ---------------- | ---------------- | ---------------- | ---------------- | ---------------- | ---------------- | ---------------- | ---------------- | ---------------- | ---------------- | ---------------- | ---------------- | ---------------- |
| Джерело:                                      |                  |                  |                  |                  |                  |                  |                  |                  |                  |                  |                  |                  |                  |